# Evershed (cráter)
Evershed es un cráter de impacto situado en la cara oculta de la Luna. Lleva el nombre del astrónomo solar británico John Evershed. Se halla al noreste del cráter de mayor tamaño Cockcroft, y al norte de Van den Bergh, algo más pequeño.
|  |  |

Este cráter tiene un borde exterior desgastado, considerablemente alterado y más estrecho a lo largo del lado oriental, donde la formación se superpone a un cráter de más edad. El cráter satélite Evershed R está unido al suroeste del brocal. Aparecen pequeños cráteres junto al contorno en sus lados sur y sudeste. El suelo interior contiene una cresta irregular cerca del punto medio y un poco de terreno accidentado en el sur, con varios pequeños cráteres que marcan el nivel respecto a la superficie restante.

## Cráteres satélite
Por convención estos elementos son identificados en los mapas lunares poniendo la letra en el lado del punto medio del cráter que está más cerca de Evershed.
|          | \| Evershed \| Coordenadas \| Diámetro \| \| -------- \| ------------------------------- \| -------- \| \| C \| 38°06′N 156°42′O / 38.1, -156.7 \| 48 km \| \| D \| 38°48′N 156°00′O / 38.8, -156.0 \| 49 km \| \| E \| 35°54′N 158°18′O / 35.9, -158.3 \| 73 km \| \| R \| 35°06′N 161°12′O / 35.1, -161.2 \| 31 km \| \| S \| 34°54′N 162°36′O / 34.9, -162.6 \| 45 km \| |          |
| Evershed | Coordenadas | Diámetro |
| C        | 38°06′N 156°42′O / 38.1, -156.7 | 48 km    |
| D        | 38°48′N 156°00′O / 38.8, -156.0 | 49 km    |
| E        | 35°54′N 158°18′O / 35.9, -158.3 | 73 km    |
| R        | 35°06′N 161°12′O / 35.1, -161.2 | 31 km    |
| S        | 34°54′N 162°36′O / 34.9, -162.6 | 45 km    |